# Sender Eifel-Bärbelkreuz
Der Sender Eifel-Bärbelkreuz ist eine Sendeanlage des Westdeutschen Rundfunks (WDR) im Zitterwald, Kreis Euskirchen, Nordrhein-Westfalen (Deutschland). Sein 1985 erbauter Sendeturm ist 167 m hoch.

## Geographische Lage

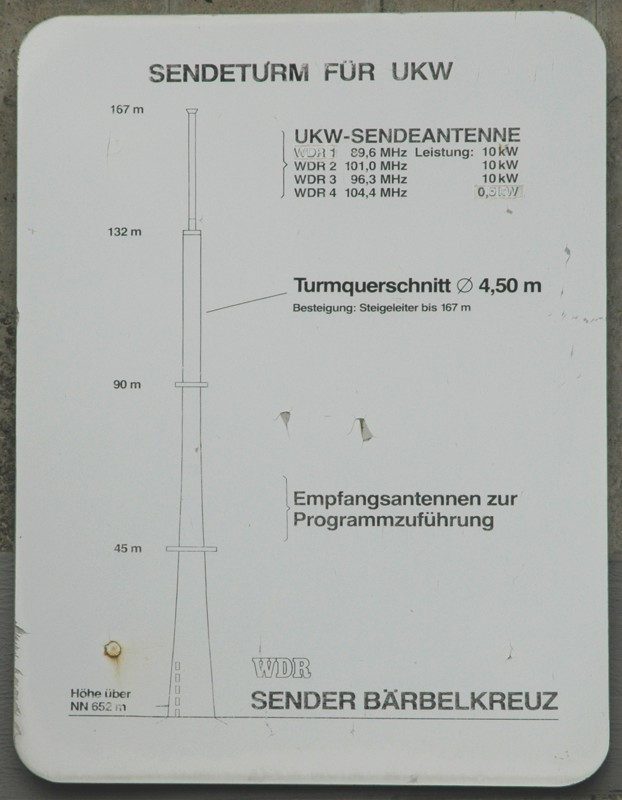
Hinweistafel am Sendeturm

Der Sender Eifel-Bärbelkreuz liegt im Norden der Eifel im nördlichen Zitterwald. Innerhalb des Naturparks Hohes Venn-Eifel befindet er sich im Süden des Gemeindegebiets von Hellenthal; südlich schließt sich beim Hellenthaler Ortsteil Neuhaus die Gemeinde Dahlem an.
Der Turm der Sendeanlage steht 1,1 km westnordwestlich vom Gipfel des namensgebenden Berges Bärbelkreuz (662,8 m ü. NHN) und 410 m nördlich von jenem des Huppertsbergs (655,5 m). Er befindet sich 320 m nördlich der in Neuhaus liegenden Abzweigung von der Landesstraße 110, von der eine Stichstraße vorbei am Turm nach Metzigeroder führt. Das Turmfundament befindet sich auf 652 m Höhe. Rund 20 m südöstlich des Turms liegt ein trigonometrischer Punkt auf 652,3 m Höhe.

## Turmbeschreibung und Nutzung
Der Sendeturm Eifel-Bärbelkreuz wurde 1985 aus Stahlbeton errichtet und strahlt sechs Hörfunkprogramme aus. Daneben wird von diesem Turm DAB-Digitalradio verbreitet. Zuvor benutzte der WDR den Sender Eifel mit, der sich in Rheinland-Pfalz befand und bereits die Programme des Südwestfunks ausstrahlte. Der Sendeturm schließt Versorgungslücken des WDR-Hörfunks in den umliegenden Eifeltälern. Die Zuführung der UKW-Programme erfolgt per Ballempfang von den Sendern Langenberg und Nordhelle sowie bei WDR 2 mittels direkter Anbindung. Daneben wird der Sendeturm auch von Mobilfunkanbietern mitgenutzt, die ihre Basisstationen im Umland per Richtfunk von hier aus anbinden.
Außerdem diente der Turm bis zum 13. November 2007 als Füllsender mit geringer Leistung für Das Erste. Eine Übertragung von DVB-T-Signalen ist nicht vorgesehen.

### Analoger Hörfunk (UKW)
Folgende Hörfunkprogramme werden vom Sender Eifel-Bärbelkreuz verbreitet:
| Frequenz (MHz) | Programm               | RDS PS            | RDS PI                | Regionalisierung | ERP (kW) | Antennendiagramm rund (ND)/gerichtet (D) | Polarisation horizontal (H)/vertikal (V) |
| -------------- | ---------------------- | ----------------- | --------------------- | ---------------- | -------- | ---------------------------------------- | ---------------------------------------- |
| 89,6           | WDR 5                  | WDR_5___          | D395                  | –                | 10       | D (330–50°, 90–160°)                     | H                                        |
| 96,3           | WDR 3                  | WDR_3___          | D393                  | –                | 20       | D (280–70°, 120–160°)                    | H                                        |
| 101,0          | WDR 2                  | WDR_2_AC WDR_2___ | D492 (regional), D392 | Aachen           | 20       | ND                                       | H                                        |
| 104,4          | WDR 4                  | WDR_4___          | D394                  | Aachen           | 20       | ND                                       | H                                        |
| 105,5          | 1Live                  | _1LIVE__          | D391                  | –                | 20       | D (350–320°)                             | H                                        |
| 106,1          | Deutschlandfunk Kultur | Dlf_Kult          | D220                  | –                | 20       | D (360–150°)                             | H                                        |

### Digitales Radio (DAB/DAB+)
DAB beziehungsweise der Nachfolgestandard DAB+ wird in vertikaler Polarisation und im Gleichwellenbetrieb mit anderen Sendern ausgestrahlt. Am 29. August 2012 erfolgte der Wechsel von DAB-Kanal 12D auf DAB-Kanal 11D. Über diesen wird derzeit der Multiplex Radio für NRW mit den Programmen des WDR mit einer Leistung von 1 kW ERP übertragen.
| Block                        | Programme (Datendienste) | ERP (kW) | Antennen- diagramm rund (ND), gerichtet (D) | Polarisation horizontal (H)/ vertikal (V) | Gleichwellennetz (SFN) |
| ---------------------------- | --- | -------- | ------------------------------------------- | ----------------------------------------- | --- |
| 11D Radio für NRW (D__00236) | - 1 Live (88 kbps) - 1 Live diggi (88 kbps) - WDR 2 Rhein-Ruhr (RR) (88 kbps) - WDR 2 Ostwestfalen-Lippe (OW) (88 kbps) - WDR 2 Südwestfalen (SW) (88 kbps) - WDR 3 (120 kbps) - WDR 4 Rhein-Ruhr (RR) (88 kbps) - WDR 4 Ostwestfalen-Lippe (OW) (88 kbps) - WDR 4 Südwestfalen (SW) (88 kbps) - WDR 5 (88 kbps) - WDRcosmo (80 kbps) - WDR Maus (80 kbps) - WDR Event (56 kbps) - WDR EPG (8 kbps) - ARD TPEG (16 kbps) | 1        | D                                           | V                                         | - Region Aachen: Aachen (Stolberg-Donnerberg), Eifel (Dahlem-Bärbelkreuz) - Bergisches Land: Engelskirchen (Hohe Warte), Gummersbach (Kerberg), Remscheid (Hohenhagen), Wuppertal (Auf der Königshöhe) - Rheinland: Bonn (Venusberg), Köln (Kölnturm) - Rhein-Ruhr: Düsseldorf (Rheinturm), Gelsenkirchen-Scholven, Kleve (Bresserberg), Langenberg (Hordtberg), Viersen (Süchtelner Höhen) - Ruhrgebiet: Dortmund (Florianturm) - Münsterland: Ibbenbüren (Blomenkamp), Münster (Nottuln-Baumberge), Oelde (Mackenberg), Schöppingen - Ostwestfalen-Lippe: Bad Oeynhausen (P.Westf.-Wittekindsberg), Bielefeld (Hünenburg), Herford (Eggeberg), Höxter (Holzminden), Stemwede (Arrenkamp), Teutoburger Wald (Bielstein), Warburg, Willebadessen (Eggegebirge) - Südwestfalen: Arnsberg (Schlossberg), Biedenkopf (Sackpfeife), Ederkopf (Oberste Henn), Hallenberg (Bollerberg), Hochsauerland (Hunau), Lennestadt (Kuhhelle), Meschede, Nordhelle, Olsberg, Siegen (Giersberg) |

### Analoges Fernsehen (PAL)
Vor der Umstellung auf DVB-T diente der Sendestandort weiterhin für analoges Fernsehen.
| Kanal | Frequenz (MHz) | Programm        | ERP (kW) | Sendediagramm rund (ND)/ gerichtet (D) | Polarisation horizontal (H)/ vertikal (V) |
| ----- | -------------- | --------------- | -------- | -------------------------------------- | ----------------------------------------- |
| 54    | 735,25         | Das Erste (WDR) | 0,02     | D                                      | V                                         |